# Annita van Doorn
Annita van Doorn (Utrecht, 26 april 1983) is een Nederlands voormalig shorttrackster.

## Biografie
Annita van Doorn maakte in 2003 haar internationale debuut tijdens de WK teams. In 2004 was Van Doorn de eerste Nederlander die een afstand in de wereldbeker op haar naam wist te schrijven. Op de 3000 meter zette ze de concurrentie op een ronde en pakte daarmee verrassend de winst in de superfinale in haar tweede wereldbekerwedstrijd in Saguenay, Canada. Op de 500 meter werd ze in 2008 in het Letse Ventspils Europees kampioene. In het eindklassement eindigde ze als vijfde. Europees brons was er met de aflossingsploeg in 2007, 2009 en 2010. In 2009 pakte Van Doorn haar eerste en enige nationale titel.
Op de Olympische Spelen in Vancouver eindigde Van Doorn als vierde op de aflossing met het damesteam, samen met ploeggenotes Liesbeth Mau Asam, Jorien ter Mors, Sanne van Kerkhof en Maaike Vos. Op de 1000 meter eindigde Van Doorn als elfde. Voor kwalificatie voor de Olympische Winterspelen 2006 in Turijn kwam ze vier jaar eerder net tekort.
Het seizoen 2010-2011 was voor Van Doorn zeer succesvol. Tijdens de Europese kampioenschappen in eigen land (Thialf, Heerenveen) verzekerde de Nederlandse ploeg (Jorien ter Mors, Sanne van Kerkhof, Yara van Kerkhof en Annita van Doorn) zich van de Europese titel, het eerste goud voor Nederland bij een EK in de historie. Bij de wereldkampioenschappen in Sheffield stuntte de ploeg met zilver, achter China. Eerder dat seizoen won de ploeg bij wereldbekerwedstrijden in Changchun, China, brons op de aflossing. Dat was voor de Nederland de eerste medaille in acht jaar in de wereldbeker.
In 2012 prolongeerde Van Doorn met de Nederlandse ploeg (Jorien ter Mors, Sanne van Kerkhof, Yara van Kerkhof) de Europese titel op de aflossing. Ze maakte bij deze wedstrijd haar rentree, nadat ze zeven weken eerder haar sleutelbeen brak. Een week later was er bij de wereldbekerwedstrijd in Moskou brons voor het team.
Annita van Doorn werd twee keer (2008, 2009) verkozen tot shorttrackster van het jaar. In 2011 werden Van Doorn en haar ploeggenotes beloond met de Peter van der Velde-bokaal voor de Europese titel en het zilver bij de WK op de aflossing. Bovendien werden ze door die prestaties genomineerd voor de titel sportploeg van het jaar.
Na haar sportcarrière begon Van Doorn samen met atleet Maarten Heisen een fysiotherapiepraktijk in Ede.

## Prestaties

### Wereldkampioenschappen
- 3000m aflossing 2011 Sheffield, Engeland

### Europese kampioenschappen
- 3000m aflossing 2012 Mladá Boleslav, Tsjechië
- 3000m aflossing 2011 Heerenveen, Nederland
- 3000m aflossing 2010 Dresden, Duitsland
- 3000m aflossing 2009 Turijn, Italië
- 500m 2008 Ventspils, Letland
- 3000m aflossing 2007 Sheffield, Engeland

### Wereldbeker
- 3000m aflossing 2012 Moskou, Rusland
- 3000m aflossing 2010 Changchun, China
- 3000m superfinale 2004 Saguenay, Canada

### Olympische Spelen
- 4e 3000m aflossing 2010 Vancouver, Canada

## Persoonlijke records
| Afstand              | Tijd     | Datum      | Baan       | Land | Extra                                                                       |
| -------------------- | -------- | ---------- | ---------- | ---- | --------------------------------------------------------------------------- |
| 500 meter            | 44,247   | 12-11-2009 | Marquette  | USA  |                                                                             |
| 1000 meter           | 1.31,516 | 24-02-2010 | Vancouver  | CAN  |                                                                             |
| 1500 meter           | 2.23,893 | 20-10-2007 | Harbin     | CHN  |                                                                             |
| 3000 meter           | 5.08,597 | 22-03-2009 | Zoetermeer | NED  |                                                                             |
| 3000 meter aflossing | 4.13,135 | 15-11-2009 | Marquette  | USA  | met Annita van Doorn, Sanne van Kerkhof, Liesbeth Mau Asam, Jorien ter Mors |